# 小行星4706
小行星4706（4706 Dennisreuter）是一颗绕太阳运转的小行星，为主小行星带小行星。该小行星于1988年2月16日发现。

## 轨道参数
小行星4706的轨道半长轴为2.2670786 UA，离心率为0.176。